# Salman Radujev
Salman Radujev (13. února 1967 – 14. prosince 2002) zvaný též Kavkazský tygr byl čečenský polní velitel. Nechvalně se proslavil jako radikální bojovník v první čečenské válce. Dopustil se teroristických činů, za které byl odsouzen k doživotnímu trestu.
Zemřel za nevyjasněných okolností v ruském vězení.

## Život
Radujevovým největším zločinem bylo přepadení nemocnice v dagestánském Kizljaru v lednu 1996, kdy s třemi stovkami bojovníků zadržel asi dva tisíce lidí jako rukojmí. Přesunul se s nimi do obce Pervomajskoje, kterou pak ruské jednotky srovnaly se zemí. Zemřelo přitom 78 lidí.
O rok později stál za výbuchy na nádražích v Pjatigorsku a Armaviru, v roce 1998 se přihlásil k pokusu o atentát na gruzínského prezidenta Eduarda Ševardnadzeho.
Ruské jednotky jej zatkly v březnu 2000, nekladl žádný odpor. Soudní proces s ním byl zahájen v listopadu následujícího roku. Za terorismus, vraždy,
mučení civilistů, milicionářů a příslušníků federálních jednotek, obchod se zbraněmi a organizaci exploze na nádraží v Pjatigorsku byl odsouzen na doživotí. Zemřel za nevyjasněných okolností v ruské vězeňské nemocnici v Permské oblasti; oficiálně bylo příčinou smrti vnitřní krvácení. Moskevský soudní patolog Vladimir Žarov nepopřel, že na Radujevově těle byly „četné podlitiny“.

## Rodina
Jeho manželkou byla dcera prvního čečenského prezidenta Džochara Dudajeva, jehož byl oddaným stoupencem.